# Zakon o znamkah (1765)
Zakon o znamkah (uradno angleško American Colonies Taxation Act 1765, Stamp Act of 1765; 5 George III, št. 12) je bil akt Parlamenta Velike Britanije, ki je uvedel neposredne davke kolonijam v Britanski Ameriki. Zakon je zahteval, da se večina tiskovin v kolonijah proizvaja na žigosanem papirju, izdelanem v Londonu, na katerem je bil vtisnjen kolk.
Tiskani materiali so vključevali pravne dokumente, revije, igralne karte, časopise in številne druge vrste papirja, ki so ga uporabljali v kolonijah. Kot prejšnje davke je bilo treba tudi kolkovino plačati v veljavni britanski valuti, ne v kolonialnem papirnatem denarju. Namen davčnih znamk je bil pomoč pri plačilu vojakov, nameščenih v Severni Ameriki po zmagi Britanije v sedemletni vojni in njenem severnoameriškem bojišču, francosko-indijanski vojni. Vendar pa se kolonisti nikoli niso bali francoske invazije in so trdili, da so že plačali svoj delež stroškov. Verjeli so, da gre pravzaprav za britansko zaskrbljenost zaradi presežka britanskih častnikov in poklicnih vojakov, ki jih je bilo treba financirati iz Londona.
Zakon o kolkovinah je bil med kolonisti zelo nepriljubljen. Obstajalo je soglasje, da je obdavčitev brez njihovega soglasja kršitev njihovih »pravic kot Angležev« in da soglasje lahko dajo samo kolonialni zakonodajalci. Njihov slogan je bil »Ni obdavčitve brez zastopanja«. Kolonialne skupščine so pošiljale peticije in proteste. Tax Stamp Act Congress, ki je potekal v New Yorku, je bil prvi pomemben skupni kolonialni odziv na katerikoli britanski ukrep; se je obrnil na parlament in kralja.
Poslanec britanskega parlamenta je trdil, da se kolonisti ne razlikujejo od 90 % prebivalcev Velike Britanije, ki niso imeli lastnine (in zato niso imeli volilne pravice), a so jih kljub temu "virtualno" zastopali volivci veleposestniki, predstavniki, ki so delili interese z brezpravnimi prebivalci. Ameriški odvetnik Daniel Dulany je to ovrgel s tem, da je poudaril, da čeprav bi si lahko predstavljali, da imajo volivci v Veliki Britaniji dovolj skupnega z nevolilno populacijo te države, da bi upravičili "virtualno" zastopanost nevolilcev, je "vez med britanskimi Američani in angleškimi volivci preveč ohlapna, da bi se nanjo lahko zanašali" (tj. med parlamentom in kolonisti ni dovolj skupnega, da bi upravičili uvedbo zakonov brez privolitve kolonistov).
Lokalne protestne skupine, ki so jih vodili kolonialni trgovci in lastniki zemljišč, so se povezale prek Odborov za korespondenco in ustvarile ohlapno koalicijo, ki se je raztezala od Nove Anglije do Marylanda. Protesti in demonstracije, ki jih je sprožila nova tajna družba, imenovana Sinovi svobode, so pogosto postali nasilni in uničujoči, ko so se jim pridružile množice. Kmalu so bili vsi distributerji znamk tako prestrašeni, da so odstopili, davek pa ni bil nikoli učinkovito pobran.
Odpor proti zakonu o trošarinskih znamkah ni bil omejen na kolonije. Britanski trgovci in proizvajalci, katerih izvoz v kolonije je bil ogrožen zaradi kolonialnih bojkotov so pritiskali na parlament. Zakon je bil zaradi tega pritiska razveljavljen 18. marca 1766, vendar je parlament s sprejetjem "Deklaracijskega zakona" uveljavil svojo moč za sprejemanje zakonodaje v imenu kolonije "v absolutno vseh primerih". Sledila je vrsta novih davkov in predpisov, ki so jim nasprotovali tudi kolonisti.
Ta epizoda je igrala pomembno vlogo pri opredelitvi zamer, ki so bile izrecno navedene v delu besedila Deklaracije o neodvisnosti z naslovom "Obtožba kralja Jurija III." in omogočila organiziran kolonialni odpor, ki je leta 1775 privedel do ameriške revolucije. 